# Hasnon
Hasnon là một xã trong vùng Hauts-de-France, thuộc tỉnh Nord, quận Valenciennes, tổng Saint-Amand-les-Eaux-Rive droite. Tọa độ địa lý của xã là 50° 25' vĩ độ bắc, 03° 23' kinh độ đông. Hasnon nằm trên độ cao trung bình là 19 mét trên mực nước biển, có điểm thấp nhất là 14 mét và điểm cao nhất là 21 mét. Xã có diện tích 12,74 km², dân số vào thời điểm 1999 là 3180 người; mật độ dân số là 250 người/km².

## Thông tin nhân khẩu
| 1962  | 1968  | 1975  | 1982  | 1990  | 1999  | 2006  |
| ----- | ----- | ----- | ----- | ----- | ----- | ----- |
| 3.235 | 3.275 | 3.271 | 3.395 | 3.271 | 3.180 | 3.239 |